# Dinómenes (escultor)
Dinómenes fue un escultor considerado por Plinio el Viejo como uno de los más célebres escultores de bronce y y data su florecimiento en la 95 Olimpiada, 400 a. C. Plinio le atribuye la creación de dos esculturas: la primera es de Protesilao, una figura de la Ilíada que se cree que fue el primer griego en morir en Troya. El segundo era de un luchador llamado Pitodemo. También fue responsable de dos estatuas ubicadas en la Acrópolis en tiempos de Pausanias. Las estatuas son de Io y Calisto.
Taciano le menciona despectivamente en su Oratio ad Graecos, atribuyéndole una estatua de Besantis, reina de los peonios, a quien Taciano trata como una figura histórica, pero que probablemente era mítica. Su nombre también aparece en la base de otra estatua de la Acrópolis, acreditándole como su escultor, pero la estatua en sí se ha perdido.